# Howard Peaks
Die Howard Peaks sind ein Gebirge mit ost-westlicher Ausrichtung im ostantarktischen Viktorialand. Es liegt an der Südseite des Tourmaline-Plateaus und durchschneidet die Deep Freeze Range.
Der United States Geological Survey kartierte das Gebirge anhand eigener Vermessungen und Luftaufnahmen der United States Navy aus den Jahren von 1955 bis 1963. Das Advisory Committee on Antarctic Names benannte es 1968 nach Hugh C. Howard, Koch auf der McMurdo-Station während vier Sommerkampagnen zwischen 1963 und 1967.